# Тел Кел
 За търговския израз вижте Тел-кел (търговия).  
„Тел Кел“ (на френски: Tel Quel, „Такова, каквото е“) е авангардно списание за литература, издавано в Париж от 1960 г. до 1982 г. В него излизат текстове на почти всички значими френски интелектуалци от 60-те и 70 те г., като Ролан Барт, Жак Дерида, Мишел Фуко, Юлия Кръстева и др.
Водеща фигура и основател е Филип Солерс. Възникването на списанието се свързва с трайния успех на литературното течение 'нов роман' както и с възхода на френския структурализъм. По замисъл изданието е скъсвало и с политическата ангажираност, присъща на предходните десетилетия, но след събитията от май 1968, то на свой ред добива политическа ориентация. В средата на 70-те години Тел Кел официално се дистанцира от идеите за културна революция и маоистките възгледи. В 1980 г. редакторите вземат решение да напуснат издателството Сьой, но тъй като то не отстъпва правата над заглавието, списанието е наследено от L'Infini („Незавършеното“ или „Безкрайното“).
Tel Quel е идиоматичен израз, който фигурира в цитат от Ницше, взет за епиграф първата книжка от списанието. На по-широката публика Tel Quel е известно като заглавието на том с размишления на Пол Валери. Филип Солерс е директор на библиотечна поредица от книги с логото Tel Quel, издавани от Сьой. Историята на списанието и идеите около него са предмет на няколко монографии и множество други публикации.(вж. бибилография)

## Сътрудници и автори на списанието
Редакторски комитет: Филип Солерс, Жан-Едерн Халие, Жан-Рене Хюгнин, Жан Рикарду, Жан Тибодо, Мишел Деги, Марслен Плене, Денис Рош, Жан-Луи Бодри, Жан Пиер Фай, Жаклин Рисе и Юлия Кръстева.
Автори и сътрудници: Ролан Барт, Жорж Батай, Жак Лакан, Морис Бланшо, Жак Дерида, Жан-Пиер Фай, Мишел Фуко, Юлия Кръстева, Бернар-Анри Леви, Марслен Плене, Филип Солерс, Цветан Тодоров, Франсис Понж, Умберто Еко, Жерар Женет, Пиер Булез, Жан-Люк Годар и Пиер Гиота.